# FCB-matrix
De FCB-matrix werd in 1980 door Vaughn ontwikkeld in opdracht van het marktonderzoekbureau Foote, Cone and Belding. Het is een marketingmodel dat aankoop- of keuzesituaties indeelt in vier verschillende categorieën. Deze zijn gebaseerd op de betrokkenheid van de consument (hoog/laag) en het aankoopmotief (rationeel/emotioneel) dat de consument hanteert. 
Vaughn ontwikkelde de FCB-matrix door de belangrijkste theorieën van consumentengedrag en reclame samen te trekken. Vaughn onderzocht vier traditionele theorieën van adverteren waarvan de effecten op de verkoop goed en direct merkbaar waren. 
De vier theorieën zijn: economisch, reactioneel, psychologisch en sociaal. Elke theorie komt overeen met de vier zijden in de FCB-matrix. 

## Opbouw
Vier zijden in de matrix zijn gebaseerd op deze twee dimensies (betrokkenheid en rationaliteit/emotie). 
Rationele aankopen zijn aankopen waarover goed is nagedacht. De consument weegt feiten tegen elkaar af en maakt op basis daarvan de keuze die hem het verstandigst lijkt.
Emotionele aankopen zijn aankopen waarover nog steeds is nagedacht, maar waar ook de gevoelswaarde meegenomen wordt in de afweging tot aankoop. Een goed voorbeeld hiervan is de aankoop van een specifiek merkproduct.
Een hoge betrokkenheid betekent dat de consument de vervulling van de behoefte waarin het product voorziet belangrijk vindt. Het belang van het product wordt door de consument als groot ervaren. 
Een lage betrokkenheid wil zeggen dat de consument weinig met het geboden product heeft. De consument ervaart het product als noodzakelijk maar onbelangrijk. Vaak worden levensmiddelen als voorbeeld gegeven voor producten waar de meeste consumenten een lage betrokkenheid bij hebben. 
De zijden van de FCB-matrix staan voor de vier hoofddoelen in een reclamestrategie: Informatief en affectief zijn, gewoontes kweken of het promoten van het bevredigen van je eigen behoeftes.

## Definitie
De indeling in vier categorieën suggesteert dat een aankoop verschillend is wanneer in het ene geval rationeel wordt gedacht, en in het andere geval het gevoel overheerst bij de beslissing. Als toevoeging hierop bestaan er ook andere situaties, wat resulteert in besluitvormingsprocessen die meer of minder betrokkenheid van rationaliteit of emotie vereisen. De FCB-matrix, ook wel productcategorie-matrix genoemd, wordt gevormd met gebruik van deze twee dimensies. Vaughn beweert dat de horizontale zijde van de matrix is gebaseerd op de hypothese dat door de tijd heen het besluitproces van de consument beweegt van rationeel tot emotioneel als overheersend in de besluitvorming. Ook gelooft hij dat een hoge of lage betrokkenheid, de verticale zijde van de matrix, ook langzaam verschuift. 

## Marketing
De FCB-matrix is voor marketingstrategen een praktisch instrument om het koopgedrag van de consument in beeld te brengen. Adverteerders kunnen een adverteerstrategie uitstippelen, afhankelijk van de behoefte van de consument aan informatie, houding en gedrag. Tevens kan op deze manier tussentijds onderzocht worden of de gewenste doelgroep wordt aangesproken en of er iets moet gebeuren aan bijvoorbeeld de betrokkenheid van de klant.
De betrokkenheid van een klant speelt in relatie tot overtuigde loyaliteit een belangrijke rol. Alleen wanneer de klant betrokken is, zal deze de emotionele gevoelens kunnen krijgen die nodig zijn om overtuigd loyaal te worden.
Deze loyaliteit uit zich over het algemeen in gedrag (herhalingsaankopen) en attitude (o.a. sterk positieve gevoelens t.o.v. het product). Een klant die herhalingsaankoop van een merkproduct verricht, maar hierbij geen sterke emotionele gevoelens heeft, is niet overtuigd loyaal. Het is in dit geval eerder een aankoop uit gewoonte in plaats van overtuiging. Een klant die koopt zonder overtuiging, zal eerder geneigd zijn disloyaliteit te vertonen richting het merk.
Hierop lettend is het voor marketeers van belang dat zij zich in hun uitingen richten op het creëren van betrokkenheid bij de doelgroep. Loyaliteitsprogramma’s dragen actief bij aan de positionering binnen bepaalde productcategorieën en vervullen een belangrijke rol bij het creëren van gewenste merkgevoelens.

## Onderzoek
Elke theorie heeft ook wetenschappelijk onderzoek nodig dat de conclusies kan valideren, om bedrijven te laten zien dat de theorie in praktijk ook klopt. 
De eerste matrixtest was in de Verenigde Staten onder 1800 consumenten over 250 productcategorieën. Het bleek dat producten over het algemeen waren gepositioneerd zoals verwacht, en sommige ‘denk’ en ‘voel’ items stemden overeen met de betrokkenheid. Deze uitkomsten suggereerden dat het mogelijk was om variërende hoeveelheden van denk en voel –hoog of laag- te hebben, afhankelijk van de betrokkenheid van de consument. 
Internationaal werd de matrix getest door een enquête te houden onder meer dan 20.000 consumenten in 23 landen. De uitslagen suggereren dat besluitvormingsprocessen van de consument in verschillende landen in grote mate overeenkomen, ondanks de verschillen in communicatiemiddelen en bestaande normen en waarden.